# زلزال إلينوي 2008
زلزال إلينوي 2008 هو زلزالٌ وقعَ في إلينوي في الولايات المتحدة بتاريخ 18 أبريل 2008.